# 마르카토

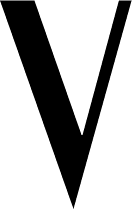

마르카토(이탈리아어: marcato, 축약형: Marc. 영어로 marked라는 의미)는 음을 한음 한음씩 강조하는 것을 말한다. 스타카토와 같이 음을 중단하지 않고 악센트를 붙일 필요가 있다. 위를 향하는 꺾쇠인 ∧를 사용한다. 마르카토는 일반적인 액센트 >보다 소리가 더 큰 버전이다.